# Milaan-San Remo 1968
De wielerwedstrijd Milaan-San Remo 1968 werd gereden op 19 maart 1968. Het parcours van deze 59e editie bedroeg een afstand van 281,5 kilometer. 
De wedstrijd werd gewonnen door Rudi Altig, gevolgd door Charly Grosskost en Adriano Durante.

## Deelnemende ploegen
| Deelnemende ploegen   | Deelnemende ploegen | Deelnemende ploegen  | Deelnemende ploegen |
| --------------------- | ------------------- | -------------------- | ------------------- |
| Salvarani             | GBC                 | Willem II-Gazelle    | Dr. Mann-Grundig    |
| Bic                   | Molteni             | Peugeot-BP-Michelin  | Pelforth-Sauvage    |
| Mercier-BP-Hutchinson | Flandria-De Clerck  | Smiths               | Pepsi Cola          |
| Germanox-Wega         | Faema               | Frimatic-De Gribaldy | Kelvinator          |
| Fagor                 | Filotex             | Tigra                | Isolabella          |

## Uitslag
| Milaan–San Remo 1968 |                       |                       |          |
| Plaats               | Naam                  | Ploeg                 | Tijd     |
| Winnaar              | Rudi Altig            | Salvarani             | 6u51'58" |
| 2                    | Charly Grosskost      | Bic                   | z.t.     |
| 3                    | Adriano Durante       | Max Meyer             | z.t.     |
| 4                    | Edward Sels           | Bic                   | z.t.     |
| 5                    | Raymond Poulidor      | Mercier-BP-Hutchinson | z.t.     |
| 6                    | Rolf Maurer           | GBC                   | z.t.     |
| 7                    | Roberto Ballini       | Max Meyer             | z.t.     |
| 8                    | Edy Schütz            | Molteni               | +11"     |
| 9                    | Walter Godefroot      | Flandria-De Clerck    | z.t.     |
| 10                   | Rik Van Looy          | Willem II-Gazelle     | +15"     |
| 11                   | Gerben Karstens       | Peugeot-BP-Michelin   | z.t.     |
| 12                   | Valère Van Sweevelt   | Smiths                | z.t.     |
| 13                   | Marino Basso          | Molteni               | z.t.     |
| 14                   | Daniel Van Ryckeghem  | Dr. Mann-Grundig      | z.t.     |
| 15                   | Julien Stevens        | Smiths                | z.t.     |
| 16                   | Georges Vandenberghe  | Smiths                | z.t.     |
| 17                   | Jan Janssen           | Pelforth-Sauvage      | z.t.     |
| 18                   | Aldo Pifferi          | Pepsi Cola            | z.t.     |
| 19                   | Eric Leman            | Flandria-De Clerck    | z.t.     |
| 20                   | Bernard Van der Linde | Peugeot-BP-Michelin   | z.t.     |

1907 · 1908 · 1909 · 1910 · 1911 · 1912 · 1913 · 1914 · 1915 · 1916 · 1917 · 1918 · 1919 · 1920 · 1921 · 1922 · 1923 · 1924 · 1925 · 1926 · 1927 · 1928 · 1929 · 1930 · 1931 · 1932 · 1933 · 1934 · 1935 · 1936 · 1937 · 1938 · 1939 · 1940 · 1941 · 1942 · 1943 · 1944 · 1945 · 1946 · 1947 · 1948 · 1949 · 1950 · 1951 · 1952 · 1953 · 1954 · 1955 · 1956 · 1957 · 1958 · 1959 · 1960 · 1961 · 1962 · 1963 · 1964 · 1965 · 1966 · 1967 · 1968 · 1969 · 1970 · 1971 · 1972 · 1973 · 1974 · 1975 · 1976 · 1977 · 1978 · 1979 · 1980 · 1981 · 1982 · 1983 · 1984 · 1985 · 1986 · 1987 · 1988 · 1989 · 1990 · 1991 · 1992 · 1993 · 1994 · 1995 · 1996 · 1997 · 1998 · 1999 · 2000 · 2001 · 2002 · 2003 · 2004 · 2005 · 2006 · 2007 · 2008 · 2009 · 2010 · 2011 · 2012 · 2013 · 2014 · 2015 · 2016 · 2017 · 2018 · 2019 · 2020 · 2021 · 2022 · 2023 · 2024 · 2025
Lijst van beklimmingen